# Теодор фон Оппольцер
Теодор фон Оппольцер (нім. Theodor Egon Ritter von Oppolzer; 1841—1886) — австрійський астроном.

## Біографія
Народився в Празі, в 1865 закінчив Віденський університет. З 1875 — професор цього університету. Член Віденської Академії наук (1882), член Національної академії наук США (1883).
Основні праці в галузі визначення орбіт комет і планет, вивчення сонячних і місячних затемнень, теоретичної астрономії, геодезії і гравіметрії. У 1880-1882 опублікував двотомний «Курс визначення орбіт комет і планет». У «Каноні затемнень» (1887), що став результатом майже двадцятирічної праці, обчислив елементи 8000 сонячних і 5200 місячних затемнень за період з 1207 до н. е. до 2163 н. е. В основу фундаментального дослідження була покладена теорія руху Місяця, розвинена П. А. Ганзеном, а потім переопрацьована Оппольцером. «Канон затемнень» важливий не тільки для астрономії, але і для історії і хронології. Він дозволив укласти в єдину тимчасову сітку багато подій стародавньої історії, розшифрувати літочислення древніх цивілізацій Сходу (Єгипту, Ассирії, Індії і Китаю), уточнити теорію руху Місяця, досліджувати вікове уповільнення обертання Землі. Написав дві великі роботи: про проект нової теорії руху Місяця і з дослідження астрономічної рефракції. У 1873 очолював у Австрії роботи, пов'язані з градусними вимірами, що проводилися в Європі. Організував роботи з визначення довгот більше 40 пунктів і брав участь в них. У 1884 виконав абсолютне визначення прискорення сили тяжіння, що стали основою так званої віденської системи відносних визначень прискорень сили тяжіння.
На його честь названо кратер на Місяці і астероїд 1492 Оппольцер. Крім того, астероїд 237 Целестина названий на честь його дружини і астероїди 153 Гільда і 228 Агата названі на честь його дочок.